# إن تي في (قناة تلفزيونية بنغلاديشية)
إن تي في ((بالبنغالية: এনটিভি))، اختصار لكلمة أقل استخدامًا وهي التلفزيون الوطني، وكان من المقرر أيضًا أن تكون القناة قابلة للاستقبال في جميع أنحاء بنغلاديش، بالإضافة إلى بقية آسيا وأستراليا، وأجزاء من أفريقيا وأوروبا. قناة إن تي في هي قناة تلفزيونية فضائية وكابلية ناطقة بالبنغالية مقرها في مبنى BSEC في كاروان بازار، دكا. تم إطلاقها في 2 يوليو 2003، وهي واحدة من أكثر القنوات التلفزيونية شعبية في بنغلاديش. تمتلك قناة إن تي في شركة قناة تلفزيونية دولية، ويرأس القناة مصدق علي فالو، رجل الأعمال ونائب الرئيس السابق لـ الحزب الوطني البنغلاديشي.